# Uromastyx shobraki
Uromastyx shobraki is een hagedis uit de familie van agamen (Agamidae). De soort komt voor in Jemen.